# Gregory van der Wiel
Gregory Kurtley van der Wiel (Amsterdam, 3 febbraio 1988) è un ex calciatore olandese, di ruolo difensore.

## Carriera

### Club

#### Ajax
Cresciuto nell'Ajax, nel giugno del 2002 viene prestato all'Haarlem, club con il quale i lancieri hanno una partnership. Nel 2005 torna però a giocare nell'Ajax 1 giungendo poi allo Jong Ajax e poi in prima squadra. L'11 marzo 2007 debutta ufficialmente in campionato nella gara esterna contro il Twente sostituendo l'infortunato Jaap Stam. In quella stagione disputa poi altre 3 partite. Nella stagione 2007-2008, dopo 6 presenze in campionato, partecipa alla vittoria per 1-0 contro il PSV Eindhoven nella finale della Supercoppa d'Olanda, vincendo così il primo trofeo della sua carriera.
La stagione 2008-2009 ha visto van der Wiel diventare titolare sotto la direzione del nuovo allenatore Marco van Basten. Originariamente un difensore centrale, venne spostato sulla fascia destra, ruolo nel quale ha proseguito la carriera. Il 17 dicembre 2008, nella partita di Coppa UEFA contro lo Slavia Praga, ha segnato un autogol. Van der Wiel ha segnato il suo primo gol con la maglia dell'Ajax il 1º marzo 2009 in una vittoria per 2-0 contro l'FUtrecht; pochi giorni dopo, il 22 marzo, ne ha segnato un altro in un match contro il NAC Breda. Al termine della stagione ha ricevuto il premio "Ajax Talent of the Year" dopo aver giocato 40 partite ed essere stato convocato in Nazionale.
Van der Wiel ha cominciato la stagione 2009-2010 sotto la guida dell'allenatore Martin Jol, segnando il suo primo gol all'Amsterdam ArenA l'8 agosto 2009 durante la partita contro il RKC. Ha segnato gol anche nel 4-2 contro l'AZ Alkmaar campione in carica e nel match contro i rivali del Feyenoord, terminato con una vittoria per 5-1. Alla fine della stagione è stato nominato "Talento dell'anno".
Dopo un forte interesse da parte del Bayern Monaco, van der Wiel rimane ancora all'Ajax restando titolare anche con gli allenatori Martin Jol e Frank de Boer. Il 27 febbraio 2011 in PSV-Ajax 0-0 tocca quota 100 presenze di Eredivisie con la maglia dei lancieri e il 15 maggio vince l'Eredivisie nello scontro diretto vinto per 3-1 contro il Twente.
Il 30 luglio seguente perde, da titolare, la Supercoppa d'Olanda contro il Twente per 2-1.
Infortunato da dicembre all'inguine, torna in campo dopo quasi quattro mesi l'11 aprile 2012 subentrando a Toby Alderweireld nello 0-5 esterno contro l'Heerenveen. Il 2 maggio si aggiudica la sua seconda Eredivisie consecutiva con la vittoria per 2-0 sul campo del VVV-Venlo.
Dopo aver perso la Supercoppa d'Olanda a luglio contro il PSV Eindhoven, debutta in campionato il 12 agosto segnando un gol nel 2-2 contro l'AZ Alkmaar.

#### Paris Saint-Germain
Nell'ultimo giorno del calciomercato estivo del 2012 passa ai francesi del Paris Saint-Germain per una cifra che si aggira intorno ai 6 milioni di euro. Il primo gol con la nuova maglia arriva il 1º febbraio 2013 sul campo del Tolosa nella vittoria per 4-0.
Inizia la stagione 2013/2014 vincendo il Trophee des Champions ai danni del Bordeaux per 2-1 grazie a un gol nel finale di Alex al 93º minuto di gioco. Col cambio dell'allenatore (da Ancelotti a Laurent Blanc) van der Wiel supera la concorrenza di Christophe Jallet sulla fascia destra grazie alla fiducia del nuovo tecnico e alle sue buone prestazioni. Nella sua squadra ha una grande intesa con il compagno Ibrahimovic, infatti la maggior parte dei suoi assist si sono tramutati in gol realizzati dallo svedese. Il 31 agosto 2013 gli regala il primo assist stagionale al minuto 91 nella gara vinta 2-0 in casa contro il Guingamp. Il 23 ottobre 2013 in occasione della trasferta di Champions League sul campo dell'Anderlecht è autore di due assist finalizzati da Ibrahimovic nella vittoria per 0-5, il risultato più largo realizzato in trasferta dal PSG. Conclude la stagione non riuscendo a segnare alcuna rete.
La nuova stagione si apre con il secondo successo consecutivo nel Trophee des Champions nella partita vinta 2-0 contro il Guingamp. Van der Wiel è ancora uno dei titolari della squadra confermandosi ancora una volta un ottimo uomo assist. L'11 aprile 2015 pur non giocando alcuna partita vince per la seconda volta consecutiva la Coupe de la Ligue. In occasione della 31ª giornata raggiunge quota 100 presenze in totale con la maglia del PSG nell'incontro con il Marsiglia finito 2-3. Il 28 aprile 2015 torna al gol dopo più di un anno nel recupero della 32ª giornata di Ligue 1. La gara, giocata contro il Metz in casa, finisce 3-1 per i parigini. Suo il gol del definitivo 3-1.
Nella stagione successiva deve fare i conti con la crescita del giovane compagno Serge Aurier; infatti molte volte l'allenatore Blanc gli preferisce quest'ultimo. Il 23 gennaio 2016 trova il primo gol in stagione nella partita vinta in casa 5-1 contro l'Angers. Nella stessa partita è autore anche di un assist. Per via del video offensivo pubblicato dal suo compagno di squadra Aurier dove prende di mira l'allenatore Blanc e il compagno Ibrahimović, con conseguente allontanamento dalla squadra, riacquista il posto di titolare sulla fascia destra. Al termine della stagione decide di non rinnovare il suo contratto in scadenza con il Paris Saint-Germain e rimane quindi svincolato. Complessivamente ha messo insieme 132 presenze e 4 gol.

#### Fenerbahçe e Cagliari
Il 2 luglio 2016 si trasferisce al Fenerbahçe dove colleziona 17 presenze in tutto.
Il 25 agosto 2017 firma un contratto triennale con il Cagliari, diventando il secondo calciatore olandese a vestire la maglia rossoblù dopo Moestafa El Kabir. Gli viene assegnata la maglia numero 2, lasciata libera da Bruno Alves. Giocherà solo 6 partite tra campionato e Coppa Italia.

#### Toronto
Il 1º febbraio 2018 firma con il Toronto. Tra il 23 e il 24 gennaio 2019 sul suo profilo Instagram annuncia l’intenzione di voler lasciare la squadra canadese: alla base del divorzio un diverbio con il manager del club. Rescinderà il contratto ufficialmente due mesi dopo e nell'agosto 2019 annuncia il suo ritiro dal calcio per dedicarsi alla sua attività di imprenditore nel campo della moda. A novembre del 2020 Gregory fa coming out con un post sul suo profilo instagram, raccontando di come nei mesi precedenti, appena ritiratosi dal calcio professionistico, abbia iniziato a soffrire di stress, ansia, e attacchi di panico, sgradevoli disturbi psicologici, che però racconta di riuscire a tener sotto controllo.

### Nazionale
Van der Wiel ha partecipato al Torneo di Tolone 2007 con la nazionale olandese Under-21. Ha esordito con la nazionale maggiore l'11 febbraio 2009, sostituendo il suo ex compagno di squadra all'Ajax John Heitinga durante una partita amichevole contro la Tunisia. Ha debuttato dal primo minuto in una partita valevole per le qualificazioni ai Mondiali 2010 contro la Scozia. Ha partecipato al Mondiale di Sudafrica 2010, partendo quasi sempre titolare (dovendo saltare per squalifica la semifinale contro l'Uruguay) e dovendosi arrendere solo ai supplementari della finale, persa contro la Spagna. Viene convocato per gli Europei 2012, dove disputa le tre partite giocate dalla sua nazionale rimediando però altrettante sconfitte e una sorprendente eliminazione nella prima fase a gironi del torneo.

## Statistiche

### Presenze e reti nei club
| Stagione                   | Squadra                    | Campionato                 | Campionato | Campionato | Coppe nazionali | Coppe nazionali | Coppe nazionali | Coppe continentali | Coppe continentali | Coppe continentali | Altre coppe | Altre coppe | Altre coppe | Totale | Totale |
| Stagione                   | Squadra                    | Comp                       | Pres       | Reti       | Comp            | Pres            | Reti            | Comp               | Pres               | Reti               | Comp        | Pres        | Reti        | Pres   | Reti   |
| -------------------------- | -------------------------- | -------------------------- | ---------- | ---------- | --------------- | --------------- | --------------- | ------------------ | ------------------ | ------------------ | ----------- | ----------- | ----------- | ------ | ------ |
| 2006-2007                  | Ajax                       | ED                         | 4+1        | 0+0        | CO              | 0               | 0               | UCL+CU             | 0                  | 0                  | SO          | 0           | 0           | 5      | 0      |
| 2007-2008                  | Ajax                       | ED                         | 6          | 0          | CO              | 2               | 0               | UCL+CU             | 0+2                | 0                  | SO          | 1           | 0           | 11     | 0      |
| 2008-2009                  | Ajax                       | ED                         | 32         | 2          | CO              | 2               | 0               | CU                 | 9                  | 0                  | -           | -           | -           | 43     | 2      |
| 2009-2010                  | Ajax                       | ED                         | 34         | 6          | CO              | 6               | 0               | UEL                | 10                 | 0                  | -           | -           | -           | 50     | 6      |
| 2010-2011                  | Ajax                       | ED                         | 32         | 1          | CO              | 5               | 0               | UCL+UEL            | 10+4               | 0                  | SO          | 1           | 0           | 52     | 1      |
| 2011-2012                  | Ajax                       | ED                         | 19         | 2          | CO              | 1               | 0               | UCL+UEL            | 6+0                | 1                  | SO          | 1           | 0           | 27     | 3      |
| ago. 2012                  | Ajax                       | ED                         | 3          | 1          | CO              | 0               | 0               | UCL                | 0                  | 0                  | SO          | 0           | 0           | 3      | 1      |
| Totale Ajax                | Totale Ajax                | Totale Ajax                | 130+1      | 12         |                 | 16              | 0               |                    | 41                 | 1                  |             | 3           | 0           | 191    | 13     |
| ago. 2012-2013             | Paris Saint-Germain        | L1                         | 22         | 1          | CF+CdL          | 2+0             | 0               | UCL                | 5                  | 0                  | -           | -           | -           | 29     | 1      |
| 2013-2014                  | Paris Saint-Germain        | L1                         | 25         | 0          | CF+CdL          | 2+2             | 0               | UCL                | 6                  | 0                  | SF          | 0           | 0           | 35     | 0      |
| 2014-2015                  | Paris Saint-Germain        | L1                         | 25         | 1          | CF+CdL          | 5+0             | 0               | UCL                | 10                 | 0                  | SF          | 1           | 0           | 41     | 1      |
| 2015-2016                  | Paris Saint-Germain        | L1                         | 17         | 2          | CF+CdL          | 2+2             | 0               | UCL                | 6                  | 0                  | SF          | 0           | 0           | 27     | 2      |
| Totale Paris Saint-Germain | Totale Paris Saint-Germain | Totale Paris Saint-Germain | 89         | 4          |                 | 15              | 0               |                    | 27                 | 0                  |             | 1           | 0           | 132    | 4      |
| 2016-2017                  | Fenerbahçe                 | SL                         | 11         | 0          | TK              | 1               | 0               | UCL+UEL            | 2+3                | 0                  | -           | -           | -           | 17     | 0      |
| 2017-gen. 2018             | Cagliari                   | A                          | 5          | 0          | CI              | 1               | 0               | -                  | -                  | -                  | -           | -           | -           | 6      | 0      |
| 2018                       | Toronto                    | MLS                        | 27         | 0          | CC              | 0               | 0               | CCL                | 6                  | 0                  | -           | -           | -           | 33     | 0      |
| Totale Carriera            | Totale Carriera            | Totale Carriera            | 262+1      | 16         |                 | 33              | 0               |                    | 79                 | 1                  |             | 4           | 0           | 379    | 17     |

### Cronologia presenze e reti in Nazionale
| Cronologia completa delle presenze e delle reti in nazionale ― Paesi Bassi | Cronologia completa delle presenze e delle reti in nazionale ― Paesi Bassi | Cronologia completa delle presenze e delle reti in nazionale ― Paesi Bassi | Cronologia completa delle presenze e delle reti in nazionale ― Paesi Bassi | Cronologia completa delle presenze e delle reti in nazionale ― Paesi Bassi | Cronologia completa delle presenze e delle reti in nazionale ― Paesi Bassi | Cronologia completa delle presenze e delle reti in nazionale ― Paesi Bassi | Cronologia completa delle presenze e delle reti in nazionale ― Paesi Bassi |
| Data                                                                       | Città                                                                      | In casa                                                                    | Risultato                                                                  | Ospiti                                                                     | Competizione                                                               | Reti                                                                       | Note                                                                       |
| -------------------------------------------------------------------------- | -------------------------------------------------------------------------- | -------------------------------------------------------------------------- | -------------------------------------------------------------------------- | -------------------------------------------------------------------------- | -------------------------------------------------------------------------- | -------------------------------------------------------------------------- | -------------------------------------------------------------------------- |
| 11-2-2009                                                                  | Radès                                                                      | Tunisia                                                                    | 1 – 1                                                                      | Paesi Bassi                                                                | Amichevole                                                                 | -                                                                          | 84’                                                                        |
| 28-3-2009                                                                  | Amsterdam                                                                  | Paesi Bassi                                                                | 3 – 0                                                                      | Scozia                                                                     | Qual. Mondiali 2010                                                        | -                                                                          |                                                                            |
| 1-4-2009                                                                   | Amsterdam                                                                  | Paesi Bassi                                                                | 4 – 0                                                                      | Macedonia                                                                  | Qual. Mondiali 2010                                                        | -                                                                          |                                                                            |
| 5-9-2009                                                                   | Enschede                                                                   | Paesi Bassi                                                                | 3 – 0                                                                      | Giappone                                                                   | Amichevole                                                                 | -                                                                          |                                                                            |
| 9-9-2009                                                                   | Glasgow                                                                    | Scozia                                                                     | 0 – 1                                                                      | Paesi Bassi                                                                | Qual. Mondiali 2010                                                        | -                                                                          |                                                                            |
| 14-11-2009                                                                 | Pescara                                                                    | Italia                                                                     | 0 – 0                                                                      | Paesi Bassi                                                                | Amichevole                                                                 | -                                                                          |                                                                            |
| 18-11-2009                                                                 | Heerenveen                                                                 | Paesi Bassi                                                                | 0 – 0                                                                      | Paraguay                                                                   | Amichevole                                                                 | -                                                                          |                                                                            |
| 3-3-2010                                                                   | Amsterdam                                                                  | Paesi Bassi                                                                | 2 – 1                                                                      | Stati Uniti                                                                | Amichevole                                                                 | -                                                                          |                                                                            |
| 1-6-2010                                                                   | Rotterdam                                                                  | Paesi Bassi                                                                | 4 – 1                                                                      | Ghana                                                                      | Amichevole                                                                 | -                                                                          |                                                                            |
| 5-6-2010                                                                   | Amsterdam                                                                  | Paesi Bassi                                                                | 6 – 1                                                                      | Ungheria                                                                   | Amichevole                                                                 | -                                                                          |                                                                            |
| 14-6-2010                                                                  | Johannesburg                                                               | Paesi Bassi                                                                | 2 – 0                                                                      | Danimarca                                                                  | Mondiali 2010 - 1º Turno                                                   | -                                                                          |                                                                            |
| 19-6-2010                                                                  | Durban                                                                     | Paesi Bassi                                                                | 1 – 0                                                                      | Giappone                                                                   | Mondiali 2010 - 1º Turno                                                   | -                                                                          | 36’                                                                        |
| 28-6-2010                                                                  | Durban                                                                     | Paesi Bassi                                                                | 2 – 1                                                                      | Slovacchia                                                                 | Mondiali 2010 - Ottavi di finale                                           | -                                                                          |                                                                            |
| 2-7-2010                                                                   | Port Elizabeth                                                             | Brasile                                                                    | 1 – 2                                                                      | Paesi Bassi                                                                | Mondiali 2010 - Quarti di finale                                           | -                                                                          | 47’                                                                        |
| 11-7-2010                                                                  | Johannesburg                                                               | Paesi Bassi                                                                | 0 – 1                                                                      | Spagna                                                                     | Mondiali 2010 - Finale                                                     | -                                                                          | 111’                                                                       |
| 3-9-2010                                                                   | Serravalle                                                                 | San Marino                                                                 | 0 – 5                                                                      | Paesi Bassi                                                                | Qual. Euro 2012                                                            | -                                                                          |                                                                            |
| 7-9-2010                                                                   | Rotterdam                                                                  | Paesi Bassi                                                                | 2 – 1                                                                      | Finlandia                                                                  | Qual. Euro 2012                                                            | -                                                                          |                                                                            |
| 8-10-2010                                                                  | Chișinău                                                                   | Moldavia                                                                   | 0 – 1                                                                      | Paesi Bassi                                                                | Qual. Euro 2012                                                            | -                                                                          |                                                                            |
| 12-10-2010                                                                 | Amsterdam                                                                  | Paesi Bassi                                                                | 4 – 1                                                                      | Svezia                                                                     | Qual. Euro 2012                                                            | -                                                                          |                                                                            |
| 17-11-2010                                                                 | Amsterdam                                                                  | Paesi Bassi                                                                | 1 – 0                                                                      | Turchia                                                                    | Amichevole                                                                 | -                                                                          |                                                                            |
| 9-2-2011                                                                   | Eindhoven                                                                  | Paesi Bassi                                                                | 3 – 1                                                                      | Austria                                                                    | Amichevole                                                                 | -                                                                          |                                                                            |
| 25-3-2011                                                                  | Budapest                                                                   | Ungheria                                                                   | 0 – 4                                                                      | Paesi Bassi                                                                | Qual. Euro 2012                                                            | -                                                                          |                                                                            |
| 29-3-2011                                                                  | Amsterdam                                                                  | Paesi Bassi                                                                | 5 – 3                                                                      | Ungheria                                                                   | Qual. Euro 2012                                                            | -                                                                          |                                                                            |
| 4-6-2011                                                                   | Goiânia                                                                    | Brasile                                                                    | 0 – 0                                                                      | Paesi Bassi                                                                | Amichevole                                                                 | -                                                                          | 47’ 85’                                                                    |
| 2-9-2011                                                                   | Eindhoven                                                                  | Paesi Bassi                                                                | 11 – 0                                                                     | San Marino                                                                 | Qual. Euro 2012                                                            | -                                                                          |                                                                            |
| 6-9-2011                                                                   | Helsinki                                                                   | Finlandia                                                                  | 0 – 2                                                                      | Paesi Bassi                                                                | Qual. Euro 2012                                                            | -                                                                          |                                                                            |
| 7-10-2011                                                                  | Rotterdam                                                                  | Paesi Bassi                                                                | 1 – 0                                                                      | Moldavia                                                                   | Qual. Euro 2012                                                            | -                                                                          |                                                                            |
| 11-10-2011                                                                 | Stoccolma                                                                  | Svezia                                                                     | 3 – 2                                                                      | Paesi Bassi                                                                | Qual. Euro 2012                                                            | -                                                                          |                                                                            |
| 15-11-2011                                                                 | Amburgo                                                                    | Germania                                                                   | 3 – 0                                                                      | Paesi Bassi                                                                | Amichevole                                                                 | -                                                                          |                                                                            |
| 26-5-2012                                                                  | Amsterdam                                                                  | Paesi Bassi                                                                | 1 – 2                                                                      | Bulgaria                                                                   | Amichevole                                                                 | -                                                                          |                                                                            |
| 30-5-2012                                                                  | Rotterdam                                                                  | Paesi Bassi                                                                | 2 – 0                                                                      | Slovacchia                                                                 | Amichevole                                                                 | -                                                                          | 68’                                                                        |
| 2-6-2012                                                                   | Amsterdam                                                                  | Paesi Bassi                                                                | 6 – 0                                                                      | Irlanda del Nord                                                           | Amichevole                                                                 | -                                                                          | 57’                                                                        |
| 9-6-2012                                                                   | Charkiv                                                                    | Paesi Bassi                                                                | 0 – 1                                                                      | Danimarca                                                                  | Euro 2012 - 1º turno                                                       | -                                                                          | 85’                                                                        |
| 13-6-2012                                                                  | Charkiv                                                                    | Paesi Bassi                                                                | 1 – 2                                                                      | Germania                                                                   | Euro 2012 - 1º turno                                                       | -                                                                          |                                                                            |
| 17-6-2012                                                                  | Charkiv                                                                    | Portogallo                                                                 | 2 – 1                                                                      | Paesi Bassi                                                                | Euro 2012 - 1º turno                                                       | -                                                                          |                                                                            |
| 19-11-2013                                                                 | Amsterdam                                                                  | Paesi Bassi                                                                | 0 – 0                                                                      | Colombia                                                                   | Amichevole                                                                 | -                                                                          |                                                                            |
| 5-3-2014                                                                   | Saint-Denis                                                                | Francia                                                                    | 2 – 0                                                                      | Paesi Bassi                                                                | Amichevole                                                                 | -                                                                          | 37’                                                                        |
| 4-9-2014                                                                   | Bari                                                                       | Italia                                                                     | 2 – 0                                                                      | Paesi Bassi                                                                | Amichevole                                                                 | -                                                                          | 73’                                                                        |
| 10-10-2014                                                                 | Amsterdam                                                                  | Paesi Bassi                                                                | 3 – 1                                                                      | Kazakistan                                                                 | Qual. Euro 2016                                                            | -                                                                          |                                                                            |
| 13-10-2014                                                                 | Reykjavík                                                                  | Islanda                                                                    | 2 – 0                                                                      | Paesi Bassi                                                                | Qual. Euro 2016                                                            | -                                                                          |                                                                            |
| 16-11-2014                                                                 | Amsterdam                                                                  | Paesi Bassi                                                                | 6 – 0                                                                      | Lettonia                                                                   | Qual. Euro 2016                                                            | -                                                                          |                                                                            |
| 28-3-2015                                                                  | Amsterdam                                                                  | Paesi Bassi                                                                | 1 – 1                                                                      | Turchia                                                                    | Qual. Euro 2016                                                            | -                                                                          | 68’                                                                        |
| 5-6-2015                                                                   | Amsterdam                                                                  | Paesi Bassi                                                                | 3 – 4                                                                      | Stati Uniti                                                                | Amichevole                                                                 | -                                                                          | 46’ 86’                                                                    |
| 12-6-2015                                                                  | Riga                                                                       | Lettonia                                                                   | 0 – 2                                                                      | Paesi Bassi                                                                | Qual. Euro 2016                                                            | -                                                                          |                                                                            |
| 3-9-2015                                                                   | Amsterdam                                                                  | Paesi Bassi                                                                | 0 – 1                                                                      | Islanda                                                                    | Qual. Euro 2016                                                            | -                                                                          | 50’                                                                        |
| 6-9-2015                                                                   | Konya                                                                      | Turchia                                                                    | 3 – 0                                                                      | Paesi Bassi                                                                | Qual. Euro 2016                                                            | -                                                                          | 50’                                                                        |
| Totale                                                                     |                                                                            | Presenze                                                                   | 46                                                                         |                                                                            | Reti                                                                       | 0                                                                          |                                                                            |

## Palmarès

### Club
- Coppa dei Paesi Bassi: 2

Ajax: 2006-2007, 2009-2010
- Supercoppa dei Paesi Bassi: 1

Ajax: 2007
- Campionato olandese: 2

Ajax: 2010-2011, 2011-2012
- Campionato francese: 4

Paris Saint-Germain: 2012-2013, 2013-2014, 2014-2015, 2015-2016
- Supercoppa francese: 3

Paris Saint-Germain: 2013, 2014, 2015
- Coppa di Lega francese: 3

Paris Saint-Germain: 2013-2014, 2014-2015, 2015-2016
- Coppa di Francia: 2

Paris Saint-Germain: 2014-2015, 2015-2016
- Canadian Championship: 1

Toronto: 2018

### Individuale
- Miglior talento dell'anno in Eredivisie: 1

2009-2010